# 459 Signe
459 Signe è un asteroide della fascia principale del sistema solare del diametro medio di circa 29,32 km. Scoperto nel 1900, presenta un'orbita caratterizzata da un semiasse maggiore pari a 2,6207489 UA e da un'eccentricità di 0,2095465, inclinata di 10,29626° rispetto all'eclittica.
Il suo nome è probabilmente dedicato a Signe, nella mitologia norrena eroina figlia del re Völsung.